# Abdij van Anchin

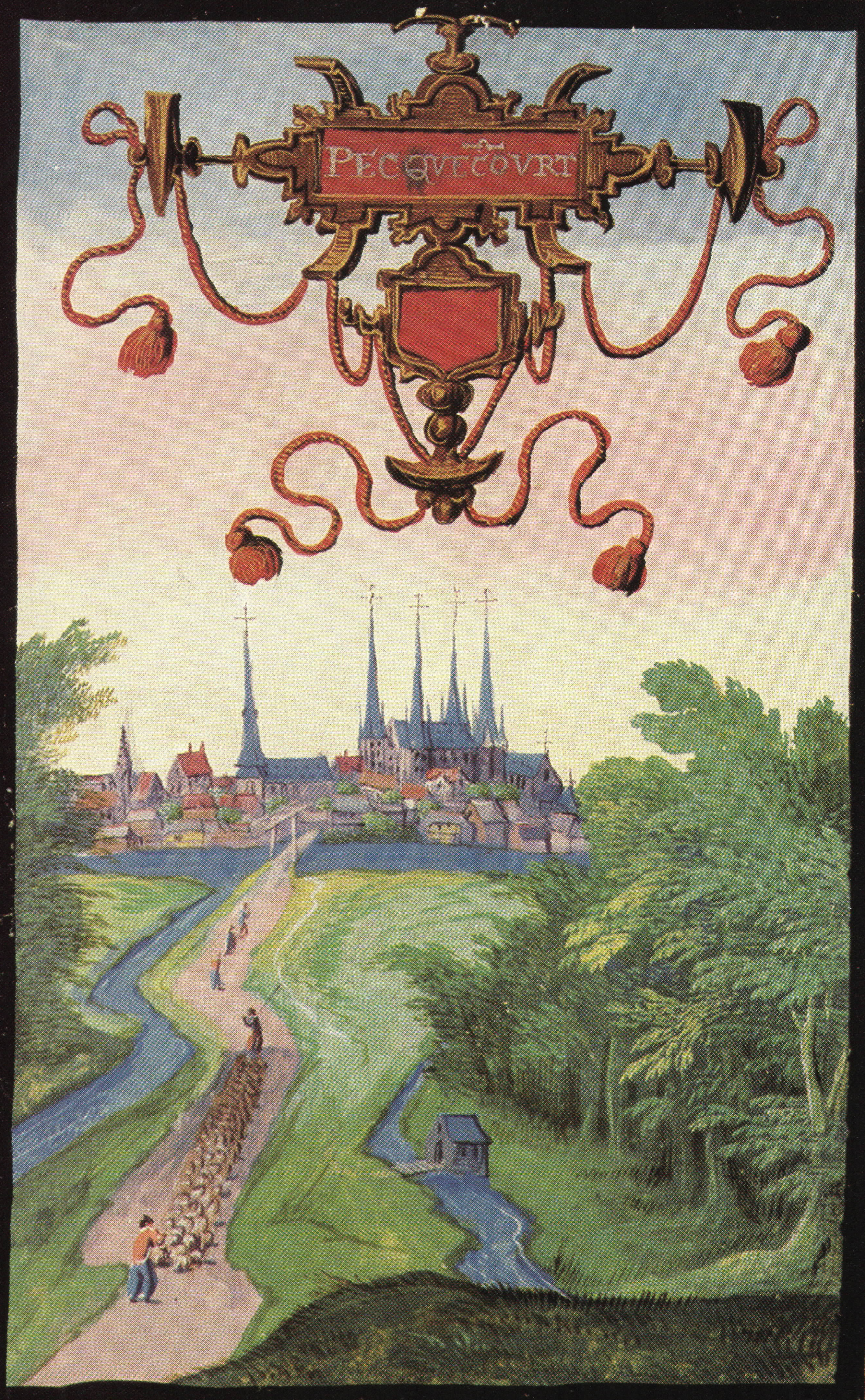
De abdij van Anchin in de 16e eeuw, afgebeeld in een album de Croÿ door Adrien de Montigny

De Abdij van Anchin is een voormalige benedictijnenabdij, die gesticht werd in 1079. De voormalige Henegouwse abdij bevond zich aan de Scarpe, waar deze de grens tussen de graafschappen Henegouwen en Vlaanderen vormde. De site behoort vandaag tot de Franse gemeente Pecquencourt (Nederlands: Vissershoven), 9 km ten oosten van Frans-Vlaanderens zuidelijkste stad Douai.

## Geschiedenis

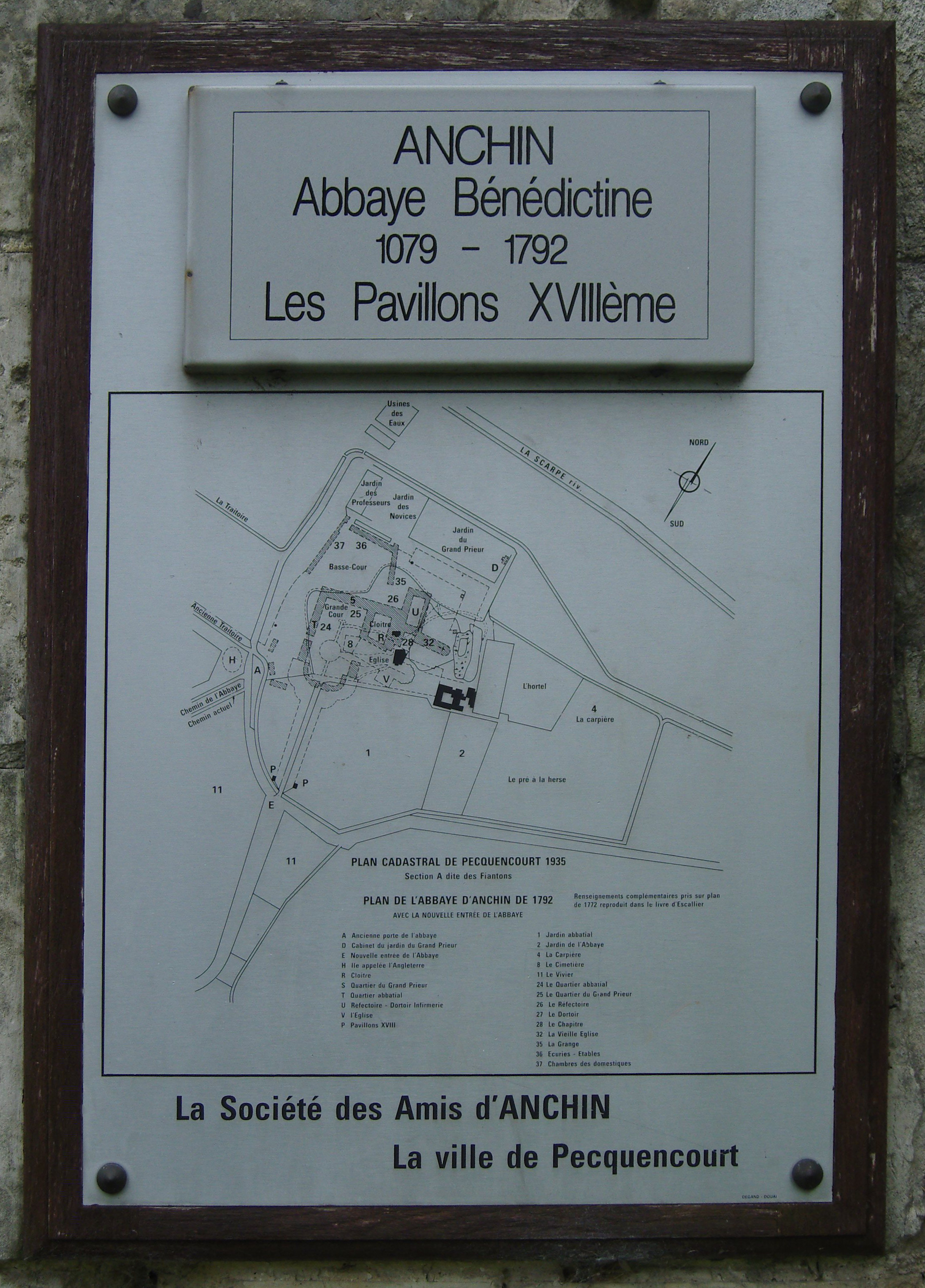
Plattegrond van de voormalige abdij

In de moerassen van de Scarpe en de Bouchart-beek bevond zich op het grondgebied van de parochie Pecquencourt het 25 hectare grote eiland Aquicinctum (Latijn: omringd door water). Hier vestigde zich in de 7e eeuw, de kluizenaar en belijder Sint-Gordaan, die in de omgeving werkzaam was en zijn naam schonk aan een bron in het nabije Montigny-en-Ostrevent. Zijn feestdag valt op 16 oktober; in de Sint-Gilliskerk van Pecquencourt bevindt zich een anoniem 17e-eeuws schilderij met de mirakelen van deze volksheilige.
Gordaan wordt soms beschouwd als de stichter van de latere Abdij van Anchin, die de verbasterde naam van het eiland droeg, maar in feite ontstond hier pas in 1079 een benedictijner nederzetting. Het vormde van de 11e tot de 13e eeuw een belangrijk cultureel centrum dat talloze handschriften heeft voortgebracht. Deze functie werd na een lange periode van verval hernomen in 1562, toen hier onder het beschermheerschap van de abdij het jezuïetencollege van Anchin werd opgericht. Dat laatste bestaat nog steeds als het Lycée Albert-Châtelet.
In de 12e eeuw bezat de abdij het patronaatsrecht van de Sint-Bavokerk te Baaigem.
Opgeheven onder de Franse Revolutie werden de domeinen per decreet van 28 oktober 1790 tot nationaal goed verklaard, op 27 maart 1792 toegewezen aan de Dowaaise burger François-Joseph Tassart voor de som van 47.700 pond en nog datzelfde jaar tot op de grond toe afgebroken.

## Patrimonium
Een 13e-eeuwse verguld-koperen abtsstaf, in 1872 ontdekt in een tombe op het abdijdomein, berust vandaag in het Museum voor Schone Kunsten van Valenciennes.
Het Retabel van Anchin, een polyptiek op hout die de Dowaaise kunstenaar Jehan Bellegambe omstreeks 1511 voor de abdij vervaardigde, wordt bewaard in het Chartreuse-Museum Dowaai.
De Rijselse schilder Bernard Joseph Wamps realiseerde meerdere werken voor de abdij. Behoorlijk wat van zijn schetsen raakten verbrand tijdens de Eerste Wereldoorlog.